# Micrathyria eximia
Micrathyria eximia är en trollsländeart som beskrevs av Kirby 1897. Micrathyria eximia ingår i släktet Micrathyria och familjen segeltrollsländor. Inga underarter finns listade i Catalogue of Life.